# Peron

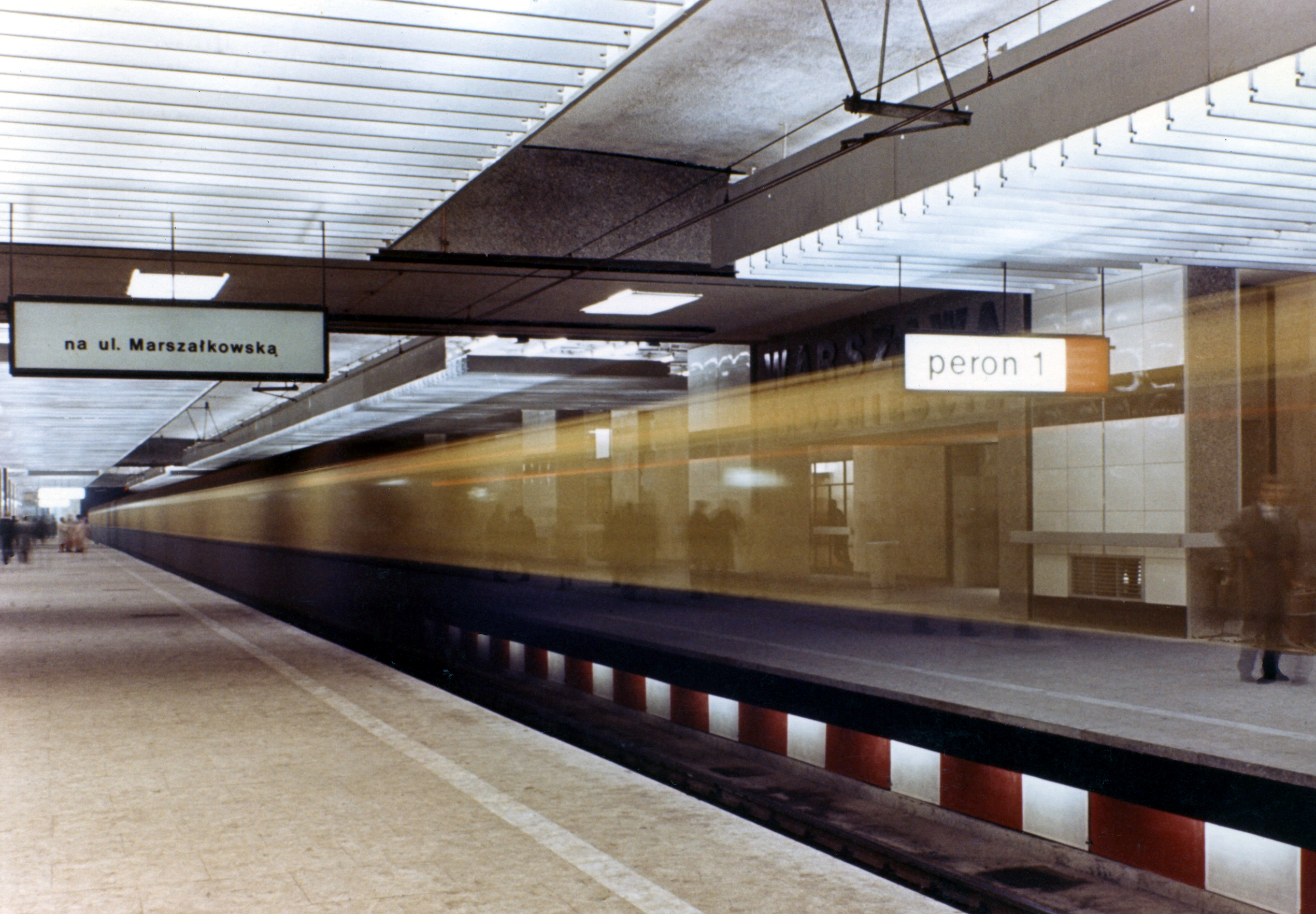
Podziemne perony przystanku Warszawa Śródmieście (1963)

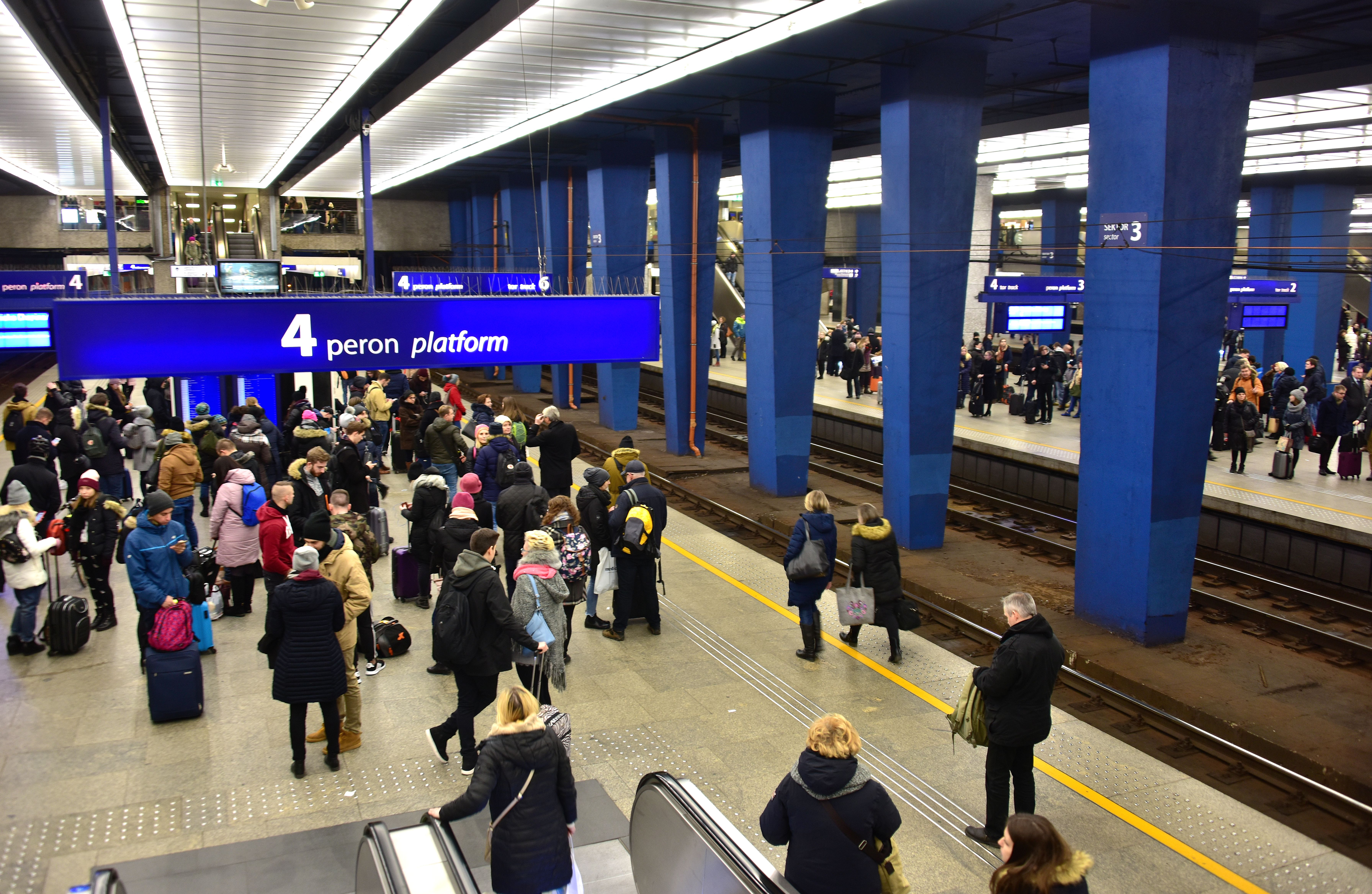
Stacja Warszawa Centralna, podziemne perony wyspowe w hali peronowej (1975)

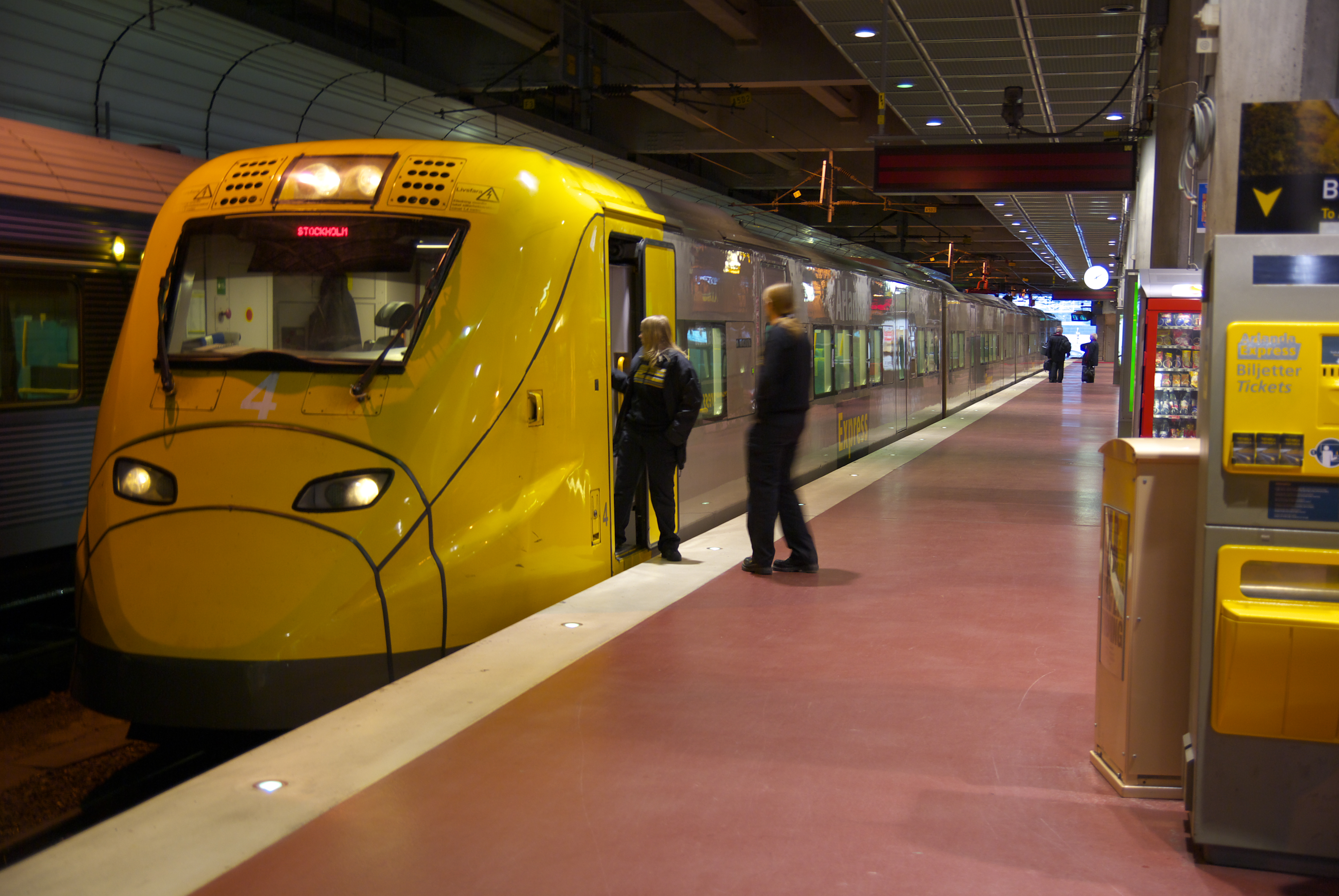
Peron wysoki na stacji Stockholms centralstation. Peron jest wyjątkowo funkcjonalny, ponieważ sięga do poziomu podłogi wagonu, dzięki czemu niepełnosprawni i osoby z ciężkimi bagażami nie muszą pokonywać różnicy poziomów podczas wsiadania i opuszczania pociągu.

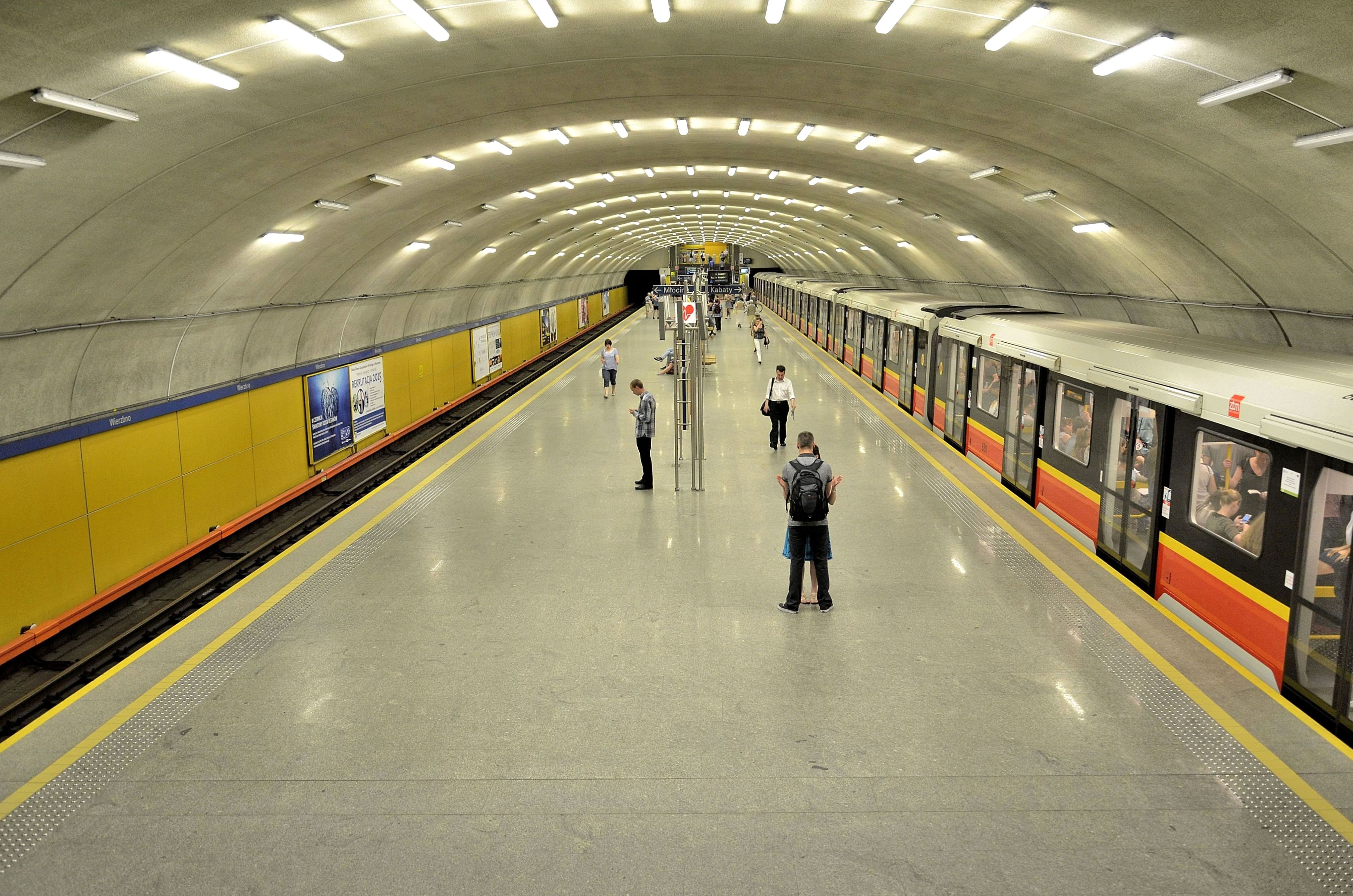
Peron wyspowy na stacji Wierzbno (metro warszawskie)

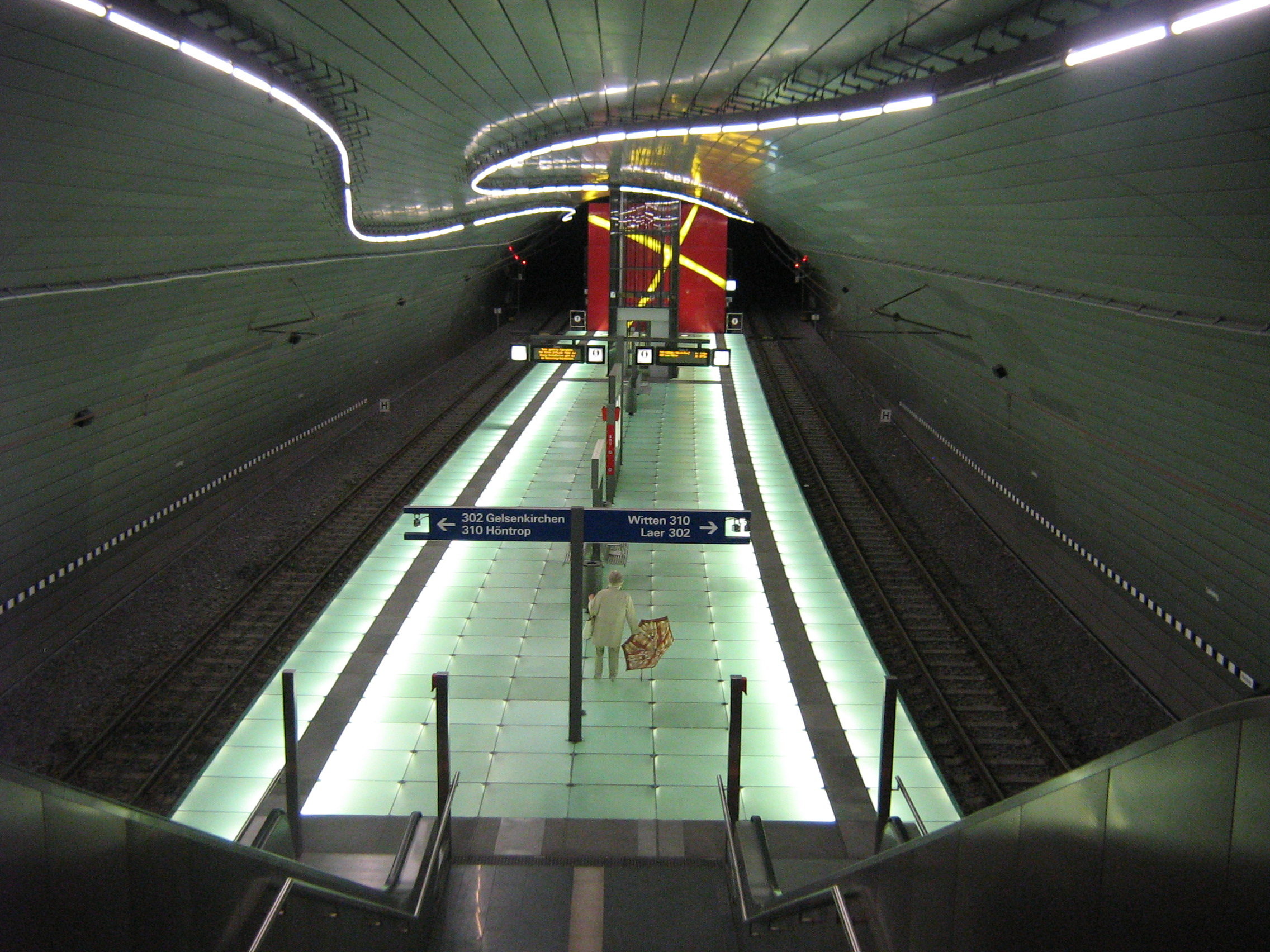
Peron wyspowy na stacji Lohring z całkowitą iluminacją szklanej posadzki (metro w Bochum)

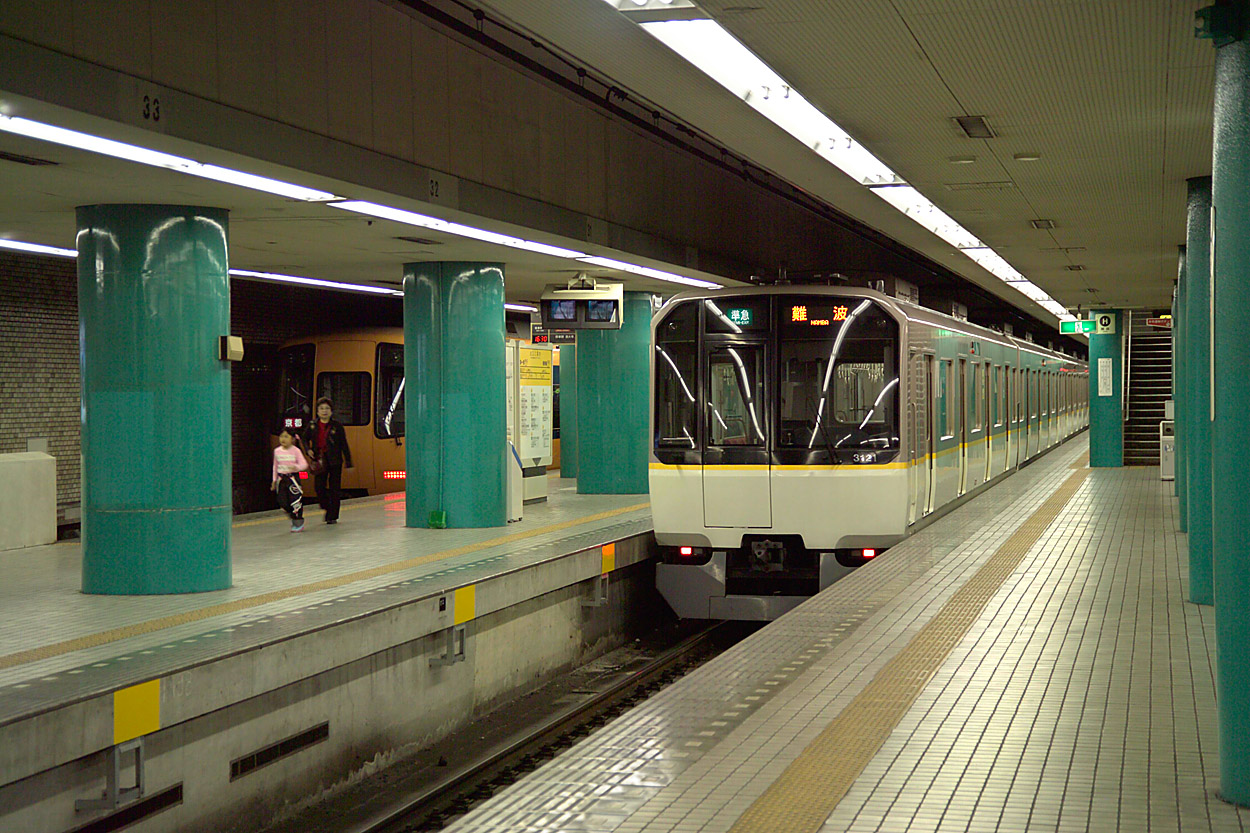
Peron dwukrawędziowy na dworcu Kintetsu Nara

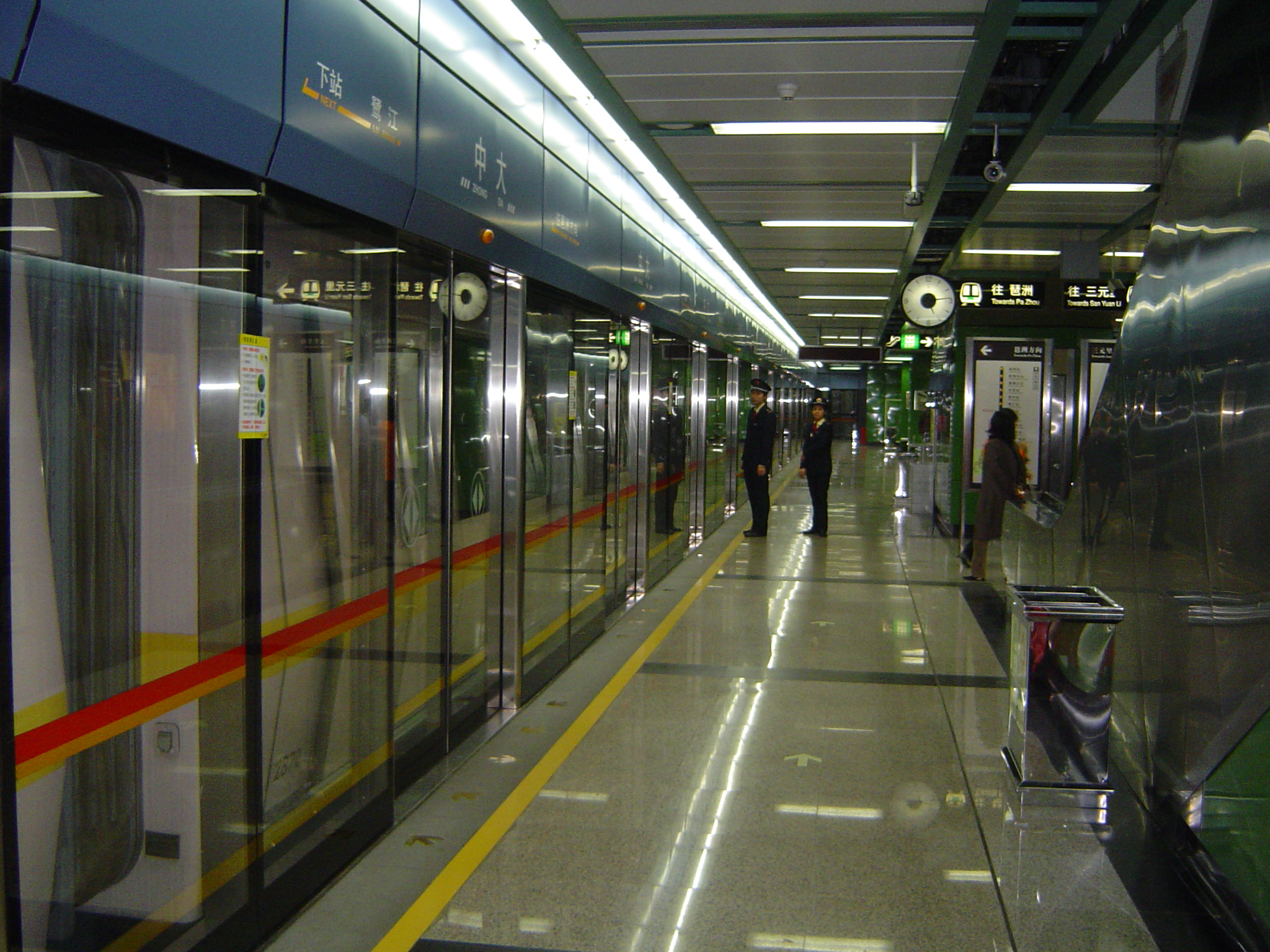
Ścianki bezpieczeństwa na peronie stacji metra w Kantonie

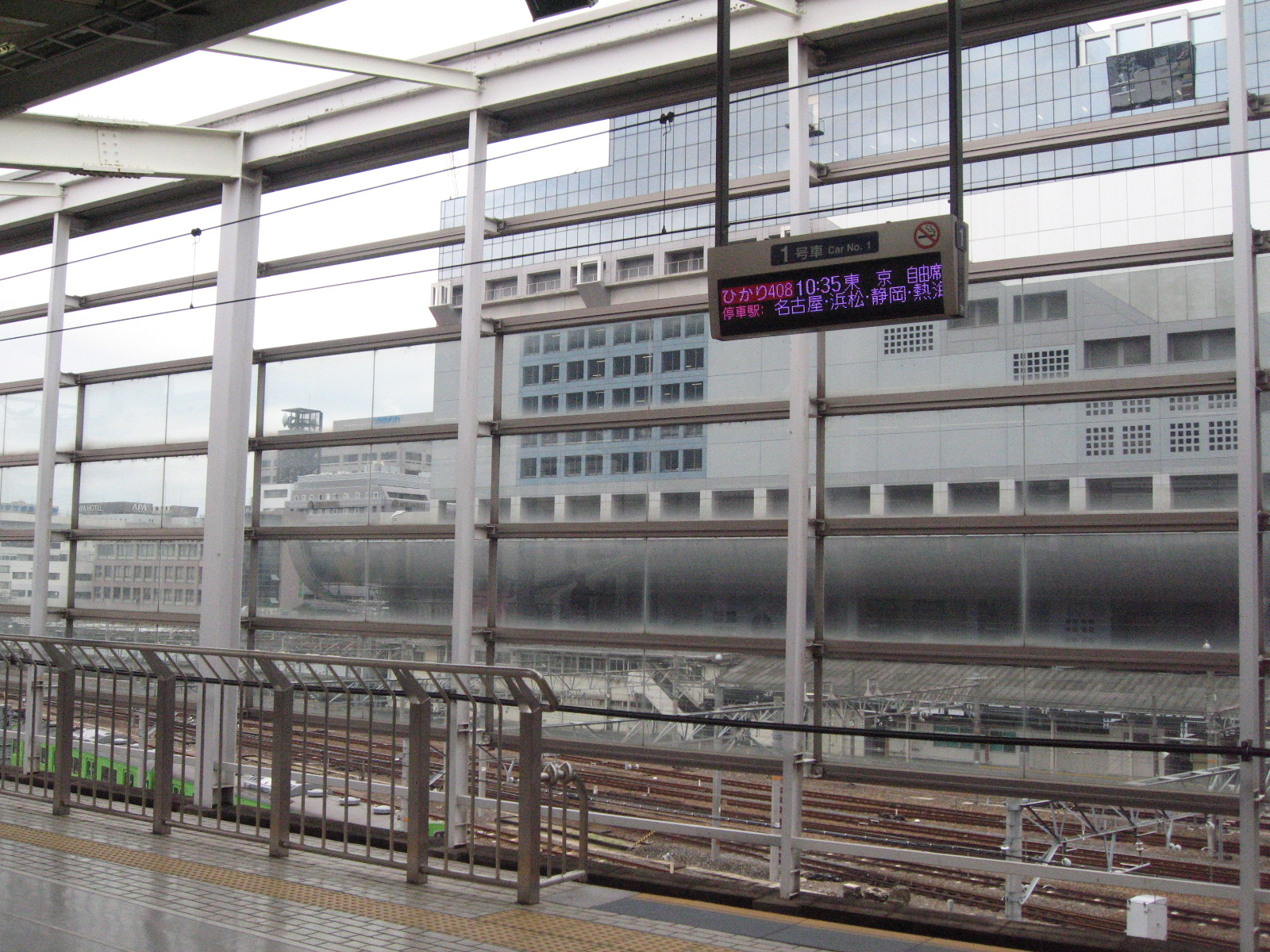
Dworzec Kyōto, peron Tōkaidō Shinkansen. Oznaczenie położenia wagonu z wyświetleniem informacji o najbliższym pociągu

Peron – budowla kolejowa umieszczona wzdłuż torów, umożliwiająca wsiadanie i wysiadanie z pociągów.

## Opis
Zazwyczaj jest to wydłużona przestrzeń ruchu pieszego znajdująca się wzdłuż toru, wyniesiona na specjalnej konstrukcji ponad poziom główki szyn (PGS). Standardowe wysokości peronów to 30 cm nad PGS (peron niski), jak również 76 cm, 86 cm lub 96 cm nad PGS (perony wysokie). Dawniej stosowana była również wysokość 115 cm. Szerokość peronów waha się zwykle od 2,8 do 8 m. Na niektórych sieciach kolejowych (zwłaszcza w USA) budowano głównie perony położone mniej więcej na wysokości główki szyny, na innych sieciach (zwłaszcza w Wielkiej Brytanii) budowano niemal wyłącznie perony wysokie. Perony niskie są wyjątkowo niepraktyczne, ponieważ stanowią utrudnienie komunikacyjne dla osób starszych, pasażerów z ciężkimi bagażami, dzieci oraz są krytykowane przez niepełnosprawnych. Zastosowanie peronów niskich sprzyja także wypadkom na kolei czego przykładem są upadki osób starszych pod pociąg w trakcie wsiadania oraz wysiadania na stacjach z powodu dużej szczeliny między niskim peronem a wagonem. Przykładem zastosowania wysokich peronów w Polsce jest warszawski Dworzec Centralny (1975), natomiast niskich – Zakopane (1899). Aktualnie rezygnuje się z budowania niskich, niefunkcjonalnych peronów, czego przykładem jest nowy dworzec kolejowy Berlin Hauptbahnhof (2006) wyposażony wyłącznie w perony wysokie. Wyniesione ponad poziom torowiska perony stosuje się również na sieciach tramwajowych; perony niskie o wysokości nawet ok. 20–25 cm stały się popularne na sieciach obsługiwanych taborem niskopodłogowym.
Długość peronów zależna jest od spodziewanej maksymalnej długości pociągów; waha się od 50 m na SKM do 400 m na sieciach dalekobieżnych. Są też niekiedy stosowane mniej wygodne perony dłuższe, o ile służyć mają dwóm pociągom ustawionym w linii; wówczas pośrodku długości peronu znajduje się zwykle zjazd krzyżowy na sąsiedni tor, umożliwiający ominięcie jednego pociągu przez drugi (np. dworzec Amsterdam Centraal).
Rozróżnia się perony boczne (jednokrawędziowe) – z jedną krawędzią peronową (czyli obsługujące jeden tor) oraz perony wyspowe (zazwyczaj dwukrawędziowe) – z dwiema krawędziami (czyli obsługujące dwa tory). W niektórych przypadkach perony mogą mieć fragment krawędzi przy innym torze (zakończonym kozłem oporowym). 
Zazwyczaj przy jednym torze znajduje się jedna krawędź peronowa. W niektórych przypadkach tor ujęty jest krawędziami peronowymi po obu stronach (rozwiązania te bywają przydatne przy dużej wymianie pasażerów albo dla ułatwienia przesiadania). W Niemczech takie perony określa się czasem jako „układ hiszpański”.
Na stacjach o mieszanym, przelotowo-czołowym układzie torów, praktyczne bywają określenia peron czołowy oraz peron przelotowy.
Określenie peron środkowy odnosi się zwykle do szerokiego peronu wyspowego, na którym umieszczone są zabudowania dworca (układ taki był często stosowany na stacjach przesiadkowych).
Na większych stacjach, zwłaszcza niemieckich, budowano na przełomie XIX i XX w. osobne perony pocztowe (inaczej perony bagażowe), służące do dostarczania i odbierania ładunków (np. dworzec Wrocław Główny). Stały się one niepotrzebne wraz z likwidacją ruchu pocztowo-bagażowego na kolei.
Na stacjach czołowych poprzeczną przestrzeń ruchu pieszego położoną przed końcami torów określa się niekiedy peronem poprzecznym.
Na wczesnych stacjach kolejowych perony urządzano wyłącznie wzdłuż budynku dworca. Osobne perony położone przy dalszych torach pojawiły się dopiero w późniejszych fazach rozwoju architektury dworcowej. Jeszcze później zaczęto stosować bezkolizyjne dojścia do peronów – kładki nad torami lub tunele pod torami.
Niezbędnymi elementami wyposażenia peronu jest oświetlenie peronu, tablice z oznaczeniem peronu (i przyległych torów) oraz z nazwą stacji. Peron powinien być wyposażony w system informacji akustycznej (megafony). Na większych stacjach system ten jest zróżnicowany wewnętrznie: umożliwia skierowanie niektórych komunikatów wyłącznie na jeden lub na grupę peronów. System informacji rozbudowuje się w zależności od wielkości stacji i przyjętego standardu obsługi pasażerów. Dla lepszej informacji pasażerów, nazwa stacji może pojawiać się wielokrotnie na tablicach ustawionych na całej długości peronu. Peron może być podzielony na sektory; wymagają one czytelnego uwidocznienia oznakowaniem pionowym, a także poziomym. Niektórzy zarządcy stosują na nawierzchni peronu oznaczenia położenia wejść do wagonów wraz z ich numeracją. Przydatnym elementem wyposażenia peronu są tablice z pełnym rozkładem jazdy pociągów odchodzących ze stacji oraz diagramy układu wagonów pociągów odchodzących z danego peronu.
System informacji dynamicznej w najprostszej postaci obejmuje indykatory określające rodzaj i kierunek pierwszego odchodzącego pociągu. Takie indykatory bywały pierwotnie obsługiwane ręcznie. Współczesne indykatory elektroniczne, ustawione w kilku miejscach wzdłuż peronu, są w stanie przekazać znacznie więcej informacji, i to w kilku językach i pismach. Niektórzy zarządcy stosują w odniesieniu do prestiżowych pociągów z miejscami rezerwowanymi (np. TGV) dynamiczną informację pokazującą położenie poszczególnych wagonów w odniesieniu do sektorów peronu.
Coraz więcej szybkich kolei miejskich (w tym większość małych kolei automatycznych) stosuje ścianki bezpieczeństwa na krawędziach peronów, zapobiegające przypadkowemu wtargnięciu na tor. W Japonii ścianki te są najczęściej niepełnej wysokości (ok. 1,5 m).
Mała architektura peronu obejmuje wiaty, miejsca do siedzenia, kasety informacyjne i reklamowe, zatoki dla wózków bagażowych, kolumny telefoniczne i umożliwiające połączenie się z informacją dworcową. Obejmuje też system zadaszeń peronowych. Budowane często zadaszenia całościowe, obejmujące perony i tory, tzw. hale peronowe, stanowią już element „wielkiej architektury”, rzutujący na całą bryłę dworca. Popularne na dawnych dużych stacjach peronowe kioski gastronomiczne lub trafiki nie są obecnie projektowane.
W przypadku peronów wyspowych samo określenie numeru peronu w systemie informacji pasażerskiej nie wystarcza dla precyzyjnej identyfikacji pociągu. Dlatego, dla wygody klientów kolei, większość przewoźników kolejowych zrezygnowała z terminu „peron” i używa wyłącznie terminu „tor”. Warto przy tym zauważyć, że angielskie określenie „platform” w systemie informacji pasażerskiej praktycznie oznacza „tor” (jeden peron wyspowy tworzą dwie „platformy”).